# Huguang, Guangdong
Huguang (kinesiska: 湖光) är en köping i sydöstra Kina. Den ligger i stadsdistriktet Mazhang i staden Zhanjiang i provinsen Guangdong, omkring 380 kilometer sydväst om provinshuvudstaden Guangzhou. Antalet invånare är 80 346. Befolkningen består av 36 568 kvinnor och 43 778 män. Barn under 15 år utgör 16,0 %, vuxna 15-64 år 77 %, och äldre över 65 år 6,0 %.